# Journal of Economic Perspectives
The Journal of Economic Perspectives (JEP) ist eine viermal jährlich erscheinende wissenschaftliche Zeitschrift zu volkswirtschaftlichen Themen. Sie wird seit 1987 von der American Economic Association veröffentlicht. Die Zeitschrift wurde von Carl Shapiro, Timothy Taylor und Joseph E. Stiglitz ins Leben gerufen. Alle Artikel sind frei oder nach Registrierung kostenlos zugänglich.

## Gegenstand
Das Journal of Economic Perspectives positioniert sich zwischen der allgemeinen Presse und spezialisierten Fachzeitschriften einzelner ökonomischer Teildisziplinen. Artikel des JEP sollen Ergebnisse der aktuellen volkswirtschaftlichen Forschung zusammenführen, Public Policy aus ökonomischer Sicht analysieren, die gegenseitige Befruchtung verschiedener Forschungsfelder anregen, das ökonomischen Denken zugänglicher machen – besonders in der Lehre – und auch das Fach der Ökonomik selbst behandeln. Artikel werden nicht, wie sonst üblich, von Autoren eingereicht. Stattdessen fragen die Editoren Artikel zu ausgewählten Themen bei Autoren an.
Ein wesentliches Kriterium sei der Fokus auf klare Sprache denn auf Jargon. Damit sollte auch die Brücke zwischen Theorie und Beratung sowie zwischen den Unter-Disziplinen geschlagen werden. In diesem Ziel waren sich die Gründungseditoren eins mit der American Economic Association, die das Journal seit Gründung verlegt. Ein weiteres Merkmal sei die Publikation eines weiten Spektrums von Ideen, darunter auch solchen hinter denen sie selbst als Herausgeber nicht standen. Mit diesem „Marktplatz der Ideen“ sollte die Diskussion über die gesamte Gemeinschaft der Ökonomen angeregt werden. Schließlich unterscheidet sich das Journal von anderen dadurch, dass Autoren eingeladen werden für das JEP zu schreiben, statt das Autoren Manuskripte an das JEP schicken.

## Redaktion
Das Journal of Economic Perspectives wird von Enrico Moretti als Redakteur, Gordon Hanson und Heidi Williams als Ko-Redakteure, Timothy Taylor als Chef vom Dienst und einer Redaktionsassistenz geleitet. Daneben stehen 12 assoziierte Redakteure als Unterstützung zur Verfügung.

## Rezeption
In der Zeitschriftenliste des Handelsblatt Ranking VWL (2010) wird das JEP an Stelle 119 aller volkswirtschaftlichen Fachzeitschriften geführt. Eine Studie der französischen Ökonomen Pierre-Phillippe Combes und Laurent Linnemer sortiert das Journal mit Rang 45 von 600 wirtschaftswissenschaftlichen Zeitschriften in die drittbeste Kategorie A ein.
Der Impact Factor des Journal of Economic Perspectives lag im Jahr 2012 bei 3,489. In der Statistik des Social Sciences Citation Index wurde das Journal mit diesem Impact Factor an 8. Stelle von 333 Zeitschriften in der Kategorie Wirtschaftswissenschaften geführt.
Stiglitz bewertete 25 Jahre nach Gründung das JEP als erfolgreich, da viele Artikel 1000 und mehr registrierte Zitationen in Google Scholar aufwiesen.